# Иванковский сельсовет (Мишкинский район)
Иванковский сельсовет — упразднённые административно-территориальная единица и муниципальное образование со статусом сельского поселения в составе Мишкинского района Курганской области России. 
Административный центр — село Малое Окунево.

## История
В соответствии с Законом Курганской области от 6 июля 2004 года № 419 сельсовет наделён статусом сельского поселения.
Законом Курганской области от 29 декабря 2018 года N 171, Иванковский сельсовет был упразднён, а его территория с 9 января 2019 года включена в состав Гладышевского сельсовета.

## Население
| 1989 | 2002 | 2010 | 2012 | 2013 | 2014 | 2015 |
| ---- | ---- | ---- | ---- | ---- | ---- | ---- |
| 481  | ↘440 | ↘289 | ↘275 | ↘262 | ↘253 | ↘234 |
| 2016 | 2017 | 2018 | 2019 |      |      |      |
| ↘225 | ↘220 | ↘215 | ↘212 |      |      |      |

## Состав сельсовета
| № | Населённый пункт | Тип населённого пункта          | Население |
| - | ---------------- | ------------------------------- | --------- |
| 1 | Большое Окунево  | деревня                         | ↘70       |
| 2 | Иванково         | село                            | ↘47       |
| 3 | Малое Окунево    | деревня, административный центр | ↘172      |